# 藤奈津子
藤 奈津子（ふじ なつこ、1963年7月18日 - ）は、日本の元女優。北海道札幌市出身。本名︰後藤 奈津子。仕事、鈍牛倶楽部に所属していた。

## 経歴
札幌静修高等学校卒業。モデルなどを経て、1983年に「ジャパン・ミスボンドガール・コンテスト」（007シリーズ『美しき獲物たち』の出演者オーディションも兼ねていた）にノミネートし、惜しくも優勝は逃したものの、準ミスボンドガール・審査員特別賞を受賞。
その後仲代達矢主宰の俳優養成所・無名塾に入る（9期生、同期に田中実、若村麻由美など）。1986年に仲代主演の『道』で映画デビュー。
1987年にテレビドラマ『イキのいい奴』で、芸者・豆奴を演じ、知名度を得た。以後、テレビドラマや映画に数多く出演。時代劇の出演が多かった。
引退後は本名の後藤奈津子名義で、美容アドバイザーとして活動している。

## 出演

### 映画
- 道（1986年9月6日公開、東映） - 田島絵里 役
- 極道の妻たちII（1987年10月10日公開、東映） - 津村江津子 役
- 女帝 春日局（1990年1月20日公開、東映） -  芦川 役
- 新極道の妻たち（1991年6月15日公開、東映） - 宗田雅美(二代目姐の長女) 役
- 江戸城大乱（1991年12月14日公開、東映） - 千代姫 役
- はいすくーる仁義2 たいへんよくできました。（1992年12月26日公開、大映） - 重千代 役

### テレビドラマ
- イキのいい奴（1987年1月7日 - 3月11日、NHK） - 豆奴 役
- 大都会25時 第23話（1987年9月23日、テレビ朝日）
- 八十日目だなも（1988年1月25日 - 2月19日、NHK）
- 続イキのいい奴（1988年4月6日 - 7月6日、NHK） -  豆奴 役
- 名奉行遠山の金さん（テレビ朝日） 
  - 第1シーズン第12話（1988年7月21日） - お美代 役
  - 第2シーズン第11話（1989年8月17日） - おふさ 役
  - 第3シーズン第22話（1991年3月14日） - お志げ 役
  - 第5シーズン第29話（1993年12月2日） - お浜 役
- 三匹が斬る! シリーズ（テレビ朝日）
  - 続・三匹が斬る！ 第5話（1989年1月12日） - お菊 役
  - 続続・三匹が斬る! 第11話（1990年4月19日） - お美津 役
  - また又・三匹が斬る! 第6話（1991年5月23日  - 八百比丘尼(お袖) 役
- 織田信長（1989年1月1日、TBS） - おすえ 役
- 暴れん坊将軍シリーズ（テレビ朝日）
  - 暴れん坊将軍III
    - 第47話（1989年1月14日） - 中尾千世 役
    - 第71話（1989年7月8日） - お秋 役
    - 第100話（1990年3月31日） - 千代吉 役

  - 暴れん坊将軍IV 第32話（1991年4月6日） - 小笛 役
  - 暴れん坊将軍VI 第47話（1995年12月9日） - 神谷志乃 役
- 火曜サスペンス劇場（日本テレビ） 
  - 「名無しの探偵5・殺意のデッサン」（1989年2月14日） - 丸山令子 役
  - 「やさしい遺言」（1996年2月20日） - 田所保子 役
- 坂本龍馬（1989年3月31日、TBS） - 武市富子 役
- 長七郎江戸日記 第58話（1989年8月22日、日本テレビ） - お夏 役
- 水曜グランドロマン 「帝都の夜明け 昭和三年の陪審裁判」（1989年9月27日、日本テレビ）
- 風雲！真田幸村　第22話（1989年、テレビ東京） - 朱美 役
- 宮本武蔵（1990年1月2日、テレビ東京） - 登世 役
- 直木賞作家サスペンス 「死導標」（1990年8月6日、関西テレビ）
- 泥棒に手を出すな! 第4話（1990年11月8日、テレビ東京）
- 武田信玄（1991年1月1日、TBS）
- 火曜ミステリー劇場 「豆腐屋直次郎の裏の顔3・時効まで一週間・波止場のカジノの金庫をねらえ!」（1991年7月2日、ABC） - 藤川瞳 役
- 八百八町夢日記 第2シリーズ（日本テレビ）
  - 第7話（1991年11月26日） - お糸(楓) 役
  - 第32話（1992年8月25日） - お絹 役
- 平清盛（1992年1月1日、TBS）
- 土曜ワイド劇場 「京都・天の橋立殺人事件」（1992年1月25日、テレビ朝日） - 杉崎優子 役
- 必殺仕事人・激突! 第15話（1992年2月4日、ABC） - おちか 役
- 銭形平次 第2シリーズ第8話（1992年9月16日、フジテレビ） - お糸 役
- 将軍家光忍び旅 第16話（1990年-1991年、テレビ朝日） - 夏生
- 将軍家光忍び旅II 第2話（1992年10月10日、テレビ朝日） - おりょう 役

### ラジオドラマ
- FMシアター（NHK-FM） 
  - 「砂時計」（1988年7月2日）
  - 「夢いろ橋」（1989年1月14日）
  - 「炭を焼く」（1991年1月13日）